# Roman Dsneladse
Roman Michailowitsch Dsneladse (georgisch რომან ძნელაძე, russisch Роман Михайлович Дзнеладзе; * 1. September 1933 in Tiflis; † 11. April 1966 in Terdschola, Imeretien/Georgische SSR) war ein sowjetisch-georgischer Ringer. Er gewann bei den Olympischen Spielen 1956 in Melbourne eine Bronzemedaille im griechisch-römischen Stil im Federgewicht.

## Werdegang
Roman Dsneladse stammte aus Tiflis in Georgien, wo er als Jugendlicher mit dem Ringen begann. Er entwickelte sich zu einem hervorragenden Ringer im griechisch-römischen Stil. Sein erster großer Erfolg gelang ihm 1953, als er bei der sowjetischen Meisterschaft im Federgewicht hinter Artjom Terjan aus Armenien und dem Moskauer Telkow den dritten Platz belegte.
1956 gelang ihm überraschend die Qualifikation für die Olympischen Spiele in Melbourne, wo er wieder im Federgewicht startete. Mit drei Seigen erkämpfte er sich dort eine Bronzemedaille. Er besiegte dabei auch den späteren Olympiasieger in dieser Gewichtsklasse Rauno Mäkinen aus Finnland. Niederlagen gegen den Türken Müzahir Sille und den Ungarn Imre Polyák verhinderten aber eine noch bessere Platzierung.
Nach 1956 konnte sich Roman Dsneladse gegen die ungemein starke Konkurrenz in der Sowjetunion für keine weiteren internationalen Meisterschaften mehr qualifizieren. Er ergriff deshalb schon bald den Trainerberuf. Im Jahre 1966 kam er im Auto des ehemaligen Weltmeisters Awtandil Koridse zusammen mit diesem ums Leben.

## Internationale Erfolge
(GR = griechisch-römischer Stil, Fe = Federgewicht, damals bis 62 kg Körpergewicht)
- 1956, Bronzemedaille, Olympische Spiele in Melbourne, GR, Fe, mit Siegen über Umberto Trippa, Italien, Gunnar Håkansson, Schweden und Rauno Mäkinen, Finnland und Niederlagen gegen Müzahir Sille, Türkei und Imre Polyák, Ungarn